# شرمان فضيلي (مكيراس)

تعديل مصدري - تعديل

شرمان فضيلي هي إحدى قرى عزلة مكيراس بمديرية مكيراس التابعة لمحافظة البيضاء، بلغ تعداد سكانها 49 نسمة حسب تعداد اليمن لعام 2004.